# Skeatia versatilis
Skeatia versatilis là một loài tò vò trong họ Ichneumonidae.